# Plusiodonta macra
Plusiodonta macra là một loài bướm đêm trong họ Noctuidae.